# Fatma Zouhour Toumi
Fatma Zouhour Toumi (née le 1er mai 1971) est une lanceuse de javelot marocaine.

## Carrière
Fatma Zouhour Toumi obtient la médaille d'argent aux Championnats panarabes de 1993, aux Championnats panarabes de 1995 et aux Jeux africains de 1995 puis la médaille d'or  aux Championnats d'Afrique de 1996.